# T30 (танк)
Не варто плутати з радянським дослідним важким танком Т-30 міжвоєнного періоду
Т30 — дослідний важкий танк США перших післявоєнних років, роботи над яким велися з 1945 до 1950 року, подальший розвиток проєкту Т29. За задумом мав протистояти важким танкам типу німецьких «Тигр-І», «Тигр-II» або радянським ІС-1, ІС-2 чи ІС-3, а також важким винищувачам танків типу «Ягдтигр». Однак, подальші роботи по ньому були припинені.